# Prince George
Prince George é uma cidade do Canadá,  localizada no norte da província de Colúmbia Britânica. Sua população é de 72,406 habitantes (censo nacional de 2001), sendo a principal cidade do norte da Colúmbia Britânica.

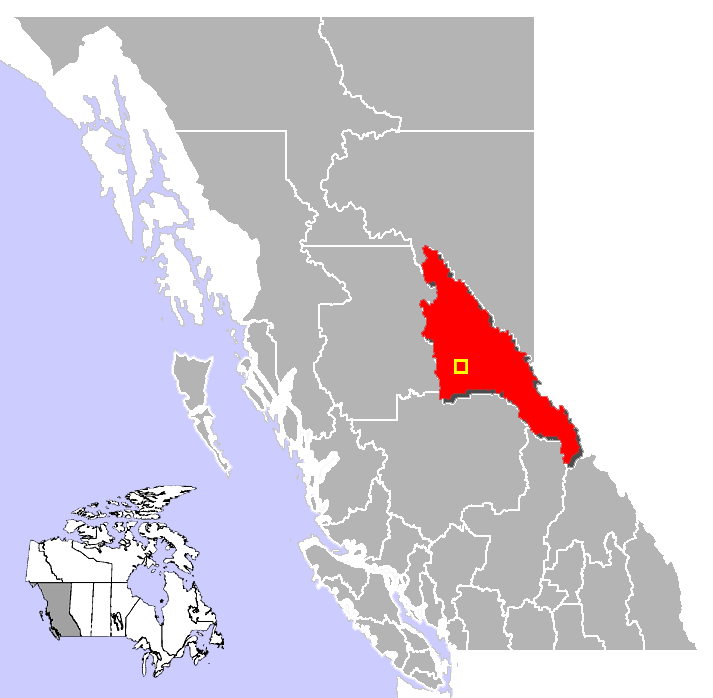
Localização de Prince George na Colúmbia Britânica.